# شاهد 131
شاهد ١٣١ (بالفارسية: شاهد ۱۳۶)، أو جيران-1 (بالروسية: Герань-1)‏، في الخدمة الروسية، هي طائرة بدون طيار إيرانية الصنع تعمل بمحرك وانكل نموذج شاهد-783/788.

## تصميم
يتم تشغيل شاهد-131 بواسطة محرك وانكل صراط 1، وهو نسخة من محرك بكين ميكروبايلوت الطائرات بدون طيار أنظمة التحكم المحدودة إم دي آر-208 وانكل. واستخدم محرك من هذا النوع للطائرة بدون طيار في هجوم أرامكو عام 2019 في بقيق، والذي أحيل إلى الأمانة العامة للأمم المتحدة ضمن تحقيقات القرار 2231 لعام 2020.
وتبين أن وحدة التحكم في الطيران شاهد-131 قادرة على الاتصال بأقمار إيريديوم الصناعية، وهو ما يسمح نظريًا بتغيير مسار الرحلة في منتصف الرحل. تحتوي وحدة التحكم في الطيران على نظام ملاحة احتياطي بالقصور الذاتي بواسطة جيروسكوب MEMS. تعليماته الأساسية مستمدة من وحدة نظام تحديد المواقع العالمي (GPS) ذات الدرجة التجارية.
تم بيع تصميمات الطائرة بدون طيار كينترون آر دي-10 إلى منظمة صناعات الطيران الإيرانية في 2004/2005 واستخدمتها شركة شاهد لصناعات الطيران لتطوير طائرات بدون طيار شاهد 131 وشاهد 136، وفقًا لمجلة القوات الجوية الشهرية. ومع ذلك، تنص مقالة المعهد الملكي للخدمات المتحدة على أن أصول شاهد 131 غامضة.
تتميز شاهد 131 بصريًا بوجود مثبتات رأسية تمتد فقط للأعلى من أطراف الأجنحة، بينما في شاهد 136 الأكبر تمتد لأعلى ولأسفل. يحتوي على رأس حربي يبلغ وزنها 15 كيلوغرام (33 رطل) ويبلغ مداه 900 كيلومتر (559 ميل).

## التاريخ التشغيلي
يُزعم أن الطائرة بدون طيار شوهدت لأول مرة في شبه الجزيرة العربية عندما تم استخدامها لمهاجمة أهداف سعودية من قبل الحوثيين. لكن صحيفة واشنطن بوست ذكرت أنه تم استخدام أنواع أخرى من الطائرات بدون طيار في هذا الهجوم.
تم استخدامه في الغزو الروسي لأوكرانيا عام 2022، تحت الاسم الروسي جيران-1. نسخة مبسطة تسمى أيضًا كجيران-3 حيث تم استبدال محرك الديزل بمحرك بنزين مزدوج DLE-60.

## العاملين
- Iran: بواسطة القوة الجوفضائية لحرس الثورة الإسلامية والقوة البحرية لحرس الثورة الإسلامية
- Russia: تستخدم كجيران-1.[14]

### الجهات الفاعلة غير الحكومية
- الحوثيون[15]

- سرايا أبابيل [الإنجليزية]: تستخدم كـ"مراد-6"[16][17][18][19]

## أنظر أيضا
- شاهد 136